# 海盜奇緣
是一部1931年的美國前法典荷里活犯罪電影，由羅蘭·韋斯特執導、編劇和監製。本片改編自Walton Green所寫的1931年小說《Corsair, A Pirate in White Flannels》，故事發生在美國禁酒令時代的期間。主演是切斯特·莫利斯和泰爾瑪·托德（掛名為艾莉森·萊特）。

## 劇情
大學橄欖球英雄John Hawks被富裕的社交名流Alison Corning驅使下放棄了大學教練的工作，與她父親Stephen Corning在華爾街裡當一個「真正的男人，而且賺真正的金錢」。不久，他的胃口變得更大，透過用垃圾債券騙取窮人的積蓄來賺錢。Mr. Corning告訴John，他在殘酷的股票交易世界中未能取得成功。John回答說，他會尋求一個不會騙老年寡婦儲蓄的新工作。
John決定追擊那些活該損失金錢的人：私酒販。他從Slim透過他的女槍手Sophie獲取了Big John的非法私酒活動的內部消息。Sophie用她的打字機將消息打成摩斯電碼，發送給一個向John通知酒精裝運的同夥。Hawks變成現代海盜。
與他的朋友'Chub'一起，他擔任巡邏艦「Corsair」的船長，偷襲了私酒販，然後將貨物轉售給他們富有的支持者。

## 演員
- 切斯特·莫利斯（英语：Chester Morris） 飾 John Hawks
- 艾莉森·萊特（英语：Thelma Todd）（泰爾瑪·托德）飾 Alison Corning
- 佛瑞德·克勒（英语：Fred Kohler） 飾 Big John
- 內德·斯帕克斯 飾 Slim
- Emmett Corrigan 飾 Stephen Corning
- 威廉·奥斯丁（英语：William Austin (actor)） 飾 Richard Bentinck
- Frank McHugh（英语：Frank McHugh） 飾 'Chub' Hopping
- 法蘭克·賴斯（英语：Frank Rice (actor)） 飾 Fish Face
- 梅奧·米托特（英语：Mayo Methot） 飾 Sophie
- 蓋·謝布魯克（英语：Gay Seabrook） 飾 Susie Grenoble
- 阿迪·麥菲爾（英语：Addie McPhail） 飾 Jean Phillips

## 外部連結
- 互联网电影数据库（IMDb）上《Corsair》的资料（英文）
- 收藏的影片《Corsair》[更多内容]